# Dorpatska biskupija
Dorpatska biskupija (latinski: Ecclesia Tarbatensis, donjonjemački: Bisdom Dorpat) bila je biskupija katoličke Crkve i teokratska kneževina na teritoriju Konfederacije Terre Mariane, koja je postojala od 1224. do 1558.
Prostirala se na teritoriju današnjih estonskih okruga Tartu, Põlva, Võru i Jõgeva.

## Povijest
Vitezovi Teutonskog viteškog reda zauzeli su estonsku utvrdu Tharbata 1224. i preimenovali je u Dorpat (suvremeni Tartu.
Još iste godine premješteno je sjedište estonske biskupije iz Lihule u Dorpat. Dorpatska biskupija bila je do 1255. sufraganska biskupija Nadbiskupije iz Lunda, a od tada je sufraganska biskupija Riške nadbiskupije.
Car Svetog Rimskog Carstva Henrik VI. dodijelio je biskupima Terre Mariane titule kneževa Svetog Rimskog Carstva, pa su oni bili ne samo duhovni već i svjetovni vladari.
Biskupija je propala nakon širenja reformacije 1525. i bijega posljednjeg biskupa 1558. zbog napada Ruskog Carstva.
Teren biskupije je od 1561. domena Poljsko-Litavske Unije, od 1629. Kraljevine Švedske a od 1721. nakon Nystadskog mira Ruskog Carstva.

## Vanjske poveznice
- Bishopric of Dorpat  Arhivirana inačica izvorne stranice od 9. siječnja 2022. (Wayback Machine) (let.), pristupljeno 28. travnja 2022.